# Vicariato apostolico di Rodrigues
Il vicariato apostolico di Rodrigues (in latino: Vicariatus Apostolicus Rodrigensis) è una sede della Chiesa cattolica a Mauritius immediatamente soggetta alla Santa Sede. Nel 2022 contava 40.315 battezzati su 43.997 abitanti. È retto dal vescovo Michel Moura.

## Territorio
Il vicariato apostolico comprende l'isola di Rodrigues, che fa parte della Repubblica di Mauritius ed è situata a circa 550 km ad est dell'isola omonima. Sull'isola si trova la cattedrale di San Gabriele.
Il territorio si estende su 104 km² ed è suddiviso in 6 parrocchie.

## Storia
Il vicariato apostolico di Rodrigues è stato eretto l'11 ottobre 2002 con la bolla Ad aptius consulendum di papa Giovanni Paolo II, ricavandone il territorio dalla diocesi di Port-Louis.
La chiesa di Saint-Gabriel è stata scelta come pro-cattedrale del vicariato apostolico.
I motivi che hanno portato all'erezione del nuovo vicariato apostolico sono essenzialmente due: la nuova configurazione della Repubblica di Mauritius che prevede, per Mauritius e Rodrigues, uno status analogo a quello di Trinidad e Tobago: una sola nazione, con due amministrazioni. Inoltre, la volontà di dare autonomia ad una Chiesa che altrimenti vive troppo lontano dalla Chiesa-madre di Port-Louis.

## Cronotassi dei vescovi
Si omettono i periodi di sede vacante non superiori ai 2 anni o non storicamente accertati.
- Alain Harel (31 ottobre 2002 - 10 settembre 2020 nominato vescovo di Port Victoria)
  - Sede vacante (2020-2023)
  - Jean-Maurice Labour (19 ottobre 2020 - 4 gennaio 2021) (delegato con pieni poteri)[2]
  - Luc René Young Chen Yin, O.M.I. (4 gennaio 2021 - 20 dicembre 2023) (amministratore apostolico)[3]
- Michel Moura, dal 20 dicembre 2023

## Statistiche
Il vicariato apostolico nel 2022 su una popolazione di 43.997 persone contava 40.315 battezzati, corrispondenti al 91,6% del totale.
| anno | popolazione | popolazione | popolazione | presbiteri | presbiteri | presbiteri | presbiteri                | diaconi | religiosi | religiosi | parrocchie |
| anno | battezzati  | totale      | %           | numero     | secolari   | regolari   | battezzati per presbitero | diaconi | uomini    | donne     | parrocchie |
| ---- | ----------- | ----------- | ----------- | ---------- | ---------- | ---------- | ------------------------- | ------- | --------- | --------- | ---------- |
| 2002 | 32.612      | 35.779      | 91,1        | 4          | 4          |            | 8.153                     |         |           | 11        |            |
| 2003 | 32.612      | 35.779      | 91,1        | 4          | 4          |            | 8.153                     |         |           | 10        | 3          |
| 2005 | 33.443      | 36.691      | 91,1        | 5          | 5          |            | 6.688                     |         | 1         | 10        | 3          |
| 2007 | 33.605      | 36.772      | 91,3        | 3          | 2          | 1          | 11.201                    |         | 2         | 9         | 3          |
| 2010 | 33.605      | 37.700      | 89,1        | 5          | 3          | 2          | 6.721                     |         | 2         | 9         | 5          |
| 2014 | 36.752      | 40.434      | 90,9        | 5          | 4          | 1          | 7.350                     |         | 1         | 12        | 5          |
| 2017 | 38.714      | 42.396      | 91,3        | 5          | 4          | 1          | 7.742                     |         | 2         | 12        | 5          |
| 2020 | 39.400      | 43.155      | 91,3        | 5          | 3          | 2          | 7.880                     |         | 2         | 11        | 6          |
| 2022 | 40.315      | 43.997      | 91,6        | 5          | 2          | 3          | 8.063                     |         | 3         | 10        | 6          |